# 让·卢戈
讓·紀堯姆·奧古斯特·盧戈爾（Jean Guillaume Auguste Lugol，1786年8月18日—1851年9月16日）是一位法國醫生。
盧戈爾出生在蒙托邦。他在巴黎學習醫學，並於1812年獲得醫學博士學位。1819年，他被任命為聖路易斯醫院的代理醫師，他一直在那工作至退休。 1851年他在塞纳河畔讷伊去世後，他的女兒阿黛爾-奧古斯丁嫁給了保罗·布罗卡。
盧戈爾對结核病很感興趣，他向巴黎皇家科學院提交了一篇論文，其中他主張使用新鮮空氣、運動、冷水浴和藥物治療該疾病。他還出版了四本關於瘰癧疾病及其治療的書籍（1829、1830、1831、1834）。皇家學院的成員訪問了盧戈的醫院，並觀察到他的病人在16個月的治療過程中有所改善，並認同他的治療手段。
他認為他所研製的碘溶液可以用來治療肺結核。這一說法在當時引起了廣泛關注。雖然這在治療結核病方面沒有效果，不過他的碘溶液可以成功用於治療甲狀腺毒症。
盧戈氏碘溶液也被用於席勒氏試驗以診斷子宮頸癌。